# Morro do Osso
O Morro do Osso é uma formação geológica que faz parte da cadeia de morros graníticos localizados na cidade de Porto Alegre e que se insere no Parque Natural Morro do Osso, um parque municipal de Porto Alegre, criado em 1994, e que oferece uma das mais belas vistas da cidade. O morro possui cursos d'água que compõe uma sub-bacia hidrográfica homônima.
O Morro do Osso conta com 143 metros de altitude, e localiza-se na bacia do lago Guaíba, na zona sul da cidade, entre os bairros Cavalhada, Tristeza, Camaquã e Ipanema.

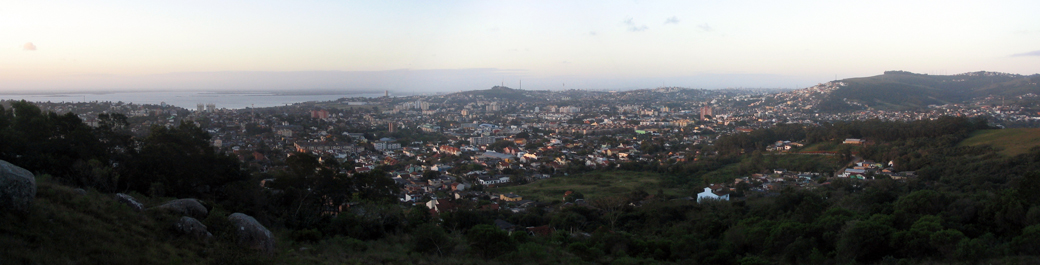
Panorâmica do Morro do Osso com zona leste demais morros de Porto Alegre

## Origem do nome
A origem do nome do Morro do Osso não é clara, porém diversas histórias são relacionados a seu nome.
As informações mais antigas conhecidas sobre o Morro do Osso, se reportam ao ano de 1875. Na época foi escrito um texto pelo Dr. José Antônio do Vale Caldre e Fião sobre a história e lenda do Passo da Areia, intitulado Ibuicui-Retã. O texto foi publicado no Boletim Municipal, vol. VI, de 1943, sob responsabilidade de Walter Spalding. Ao discorrer sobre a história contada pelo “caray Vicente, àquele índio velho (avatuchá) da raça guarani” sobre os índios que viviam no lugar hoje chamado Passo da Areia, o autor comenta sobre a produção cerâmica dos Guarani:
“A fabricação de vasos era adiantada e quase perfeita, e prova
disso temos no cemitério deles, no morro dos ossos próximo desta cidade,
além de Santa Tereza, onde se achavam, ainda há bem pouco tempo,
grandes panelas contendo cadáveres secos ou ossos dos homens (tapís) de
tempos remotos. (Caldre e Fião, 1943: 419-20)”
Outra explicação para o nome, conforme relatos de moradores antigos do entorno do
morro, é que ele derivaria do costume de jogar-se o “Jogo-do-osso” no topo do morro, de
onde seria mais fácil avistar a polícia, pois o jogo à dinheiro, apesar de ser uma prática
cultural bem difundida, é proibido.
Alguns moradores antigos da região do entorno relatam ainda que conheciam o morro
como o “Pé-de-Deus”, devido ao conjunto de matacões de granito que possuem esse nome,
próximo ao topo do morro. Outros moradores o chamavam de Sétimo Céu, nome atribuído
hoje a uma das extremidades do parque, mais próxima à margem do Guaíba. Também existem
relatos de que o local era chamado Morro Conceição.
Fonte: Plano de Manejo do Parque Natural Morro do Osso, Prefeitura Municipal de Porto Alegre, 2006.

## Panorama, fauna e flora
Um dos últimos redutos de Mata Atlântica da região, o Morro do Osso é habitado por aves silvestres e bugios ruivos. Em termos paisagísticos, oferece uma das mais belas vistas da cidade e da bacia do lago Guaíba. De seu topo descortina-se uma visão panorâmica de mais de 200 graus. É possível avistar o rio, a praia de Ipanema, o Centro de Porto Alegre e alguns outros morros.

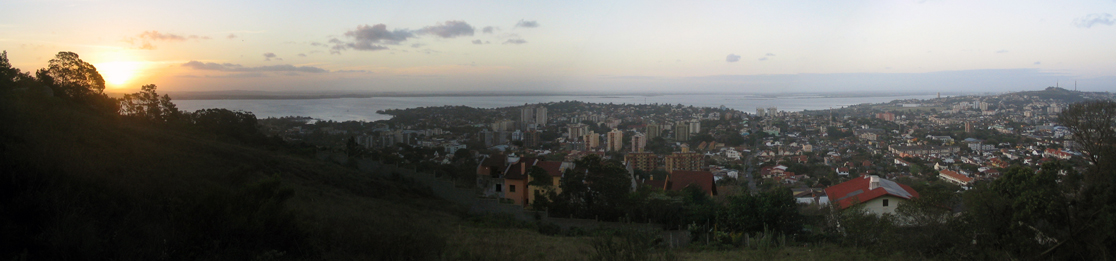
Outra vista panorâmica do Morro do Osso englobando zona sul de Porto Alegre até o Morro Santa Tereza

### Fauna

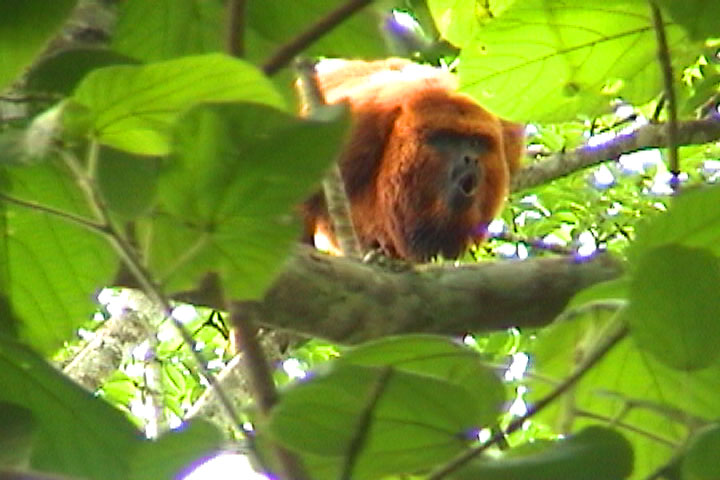
Bugio-ruivo (Alouatta guariba clamitans), um dos mamíferos encontrados no morro.

Sua fauna é rica e diversificada. Entre as aves destacam-se pica-paus (Veniliornis spilogaster), anús-brancos, vira-folhas, beija-flores-de-topete (Stephanoxis lalandi), pula-pulas (Basileuterus culicivorus), sabiás-ferreiro (turdus subalaris), gaviãozinhos (Accipiter striatus), juruvias (Vireo olivaceus) e gavião-rabo-curto (Buteo brachyurus).
Entre os anuros, destacam-se sapos de cova (Bufo dorbignyi), pererecas do banhado (Hyla pulchella), rãs criolas (Leptodacylus ocellatus) e rãs chorona (Physalaemus gracilis).
Entre os répteis encontram-se lagartos de papo-amarelo (Tupinambis merianae), lagartixas verdes (Teius oculatus), serpentes papa-pinto (Philodryas patagoniensis), coral verdadeira (Micrurus altirostris) e jararacas pintadas (Bothrops neuwiedi).
Também ali foram identificados o bugio-ruivo (Alouatta guariba clamitans)  e o ouriço-cacheiro (Sphiggurus villosus).

### Flora
Aproximadamente 60% da vegetação natural do Morro do Osso é constituída por formações florestais de dois tipos: a floresta alta e a floresta baixa. O restante é constituído por comunidades herbácea-arbustivas, formadas pelos campos pedregosos e pelas capoeiras e vassourais.
Na floresta alta e úmida, com forte influência da Mata Atlântica, destacam-se a figueira-purgante (Ficus insipida), a canela-ferrugem (Nectandra oppositifolia) e a corticeira-da-serra (Erythrina falcata).
A floresta baixa ocupa geralmente os topos ou as encostas superiores do morro. É representada pela capororoca (Myrsine umbellata), pela aroeira-brava (Lithraea brasiliensis), pelo branquilho (Sebastiania commersoniana) e pelo camboim (Myrciaria cuspidata).
Apresenta também algumas espécies arbóreas sob possível ameaça de extinção, como a canela preta (Ocotea catharinensis) e a corticeira-da-serra. Além disso, ocorrem espécies com distribuição muito restrita em Porto Alegre, como o sobraji (Colubrina glandulosa).

## Parque municipal
Em 1994, a partir da iniciativa de ecologistas e ambientalistas, foi criado o Parque Municipal do Morro do Osso, abrangendo uma área de 57 hectares de extensão, com ampliação prevista no plano diretor para 127 hectares, mas que nunca foi alcançada. O parque dispõe de uma sede com auditório para atividades educacionais e programas de educação ambiental. Visitas orientadas podem ser agendadas por instituições de ensino e pesquisa.

## Presença kaingang
Em abril de 2004 um grupo da etnia kaingang iniciou o processo de ocupação da porção oeste do Morro do Osso. Sua presença incorreu em uma série de atritos envolvendo políticos, administradores, ecologistas e moradores dos bairros circunvizinhos, que se dividiram entre apoiar ou refutar a permanência dos kaingang no local.
As principais motivações da ocupação do Morro do Osso pelos kaingang estão relacionadas à possível existência de um cemitério indígena e da localização de restos de casas subterrâneas que consideram de sua ancestralidade, somando-se a este fato a iminente derrubada de parte da mata que não encontra-se nos limites legais do parque municipal para a construção de um condomínio horizontal pela especulação imobiliária. A despeito disso, muitos ecologistas, incluindo aí a direção do parque, continuam se manifestando contra presença dos indígenas no local, alegando serem eles a principal ameaça às fauna e flora existente no morro.
Em 2006 os kaingang encontraram evidências arqueológicas que confirmam a ancestralidade da presença indígena no local. Uma pedra de percussão e uma pedra de corte foram levadas por eles para a Universidade Federal do Rio Grande do Sul e atualmente encontra-se no acervo do laboratório de Arqueologia e Etnologia daquela universidade.